# Hylaeus monilicornis
Hylaeus monilicornis là một loài Hymenoptera trong họ Colletidae. Loài này được Motschulski mô tả khoa học năm 1863.